# Maihueniopsis glomerata
Maihueniopsis glomerata là một loài thực vật có hoa trong họ Cactaceae. Loài này được (Haw.) R. Kiesling mô tả khoa học đầu tiên năm 1984.

## Hình ảnh

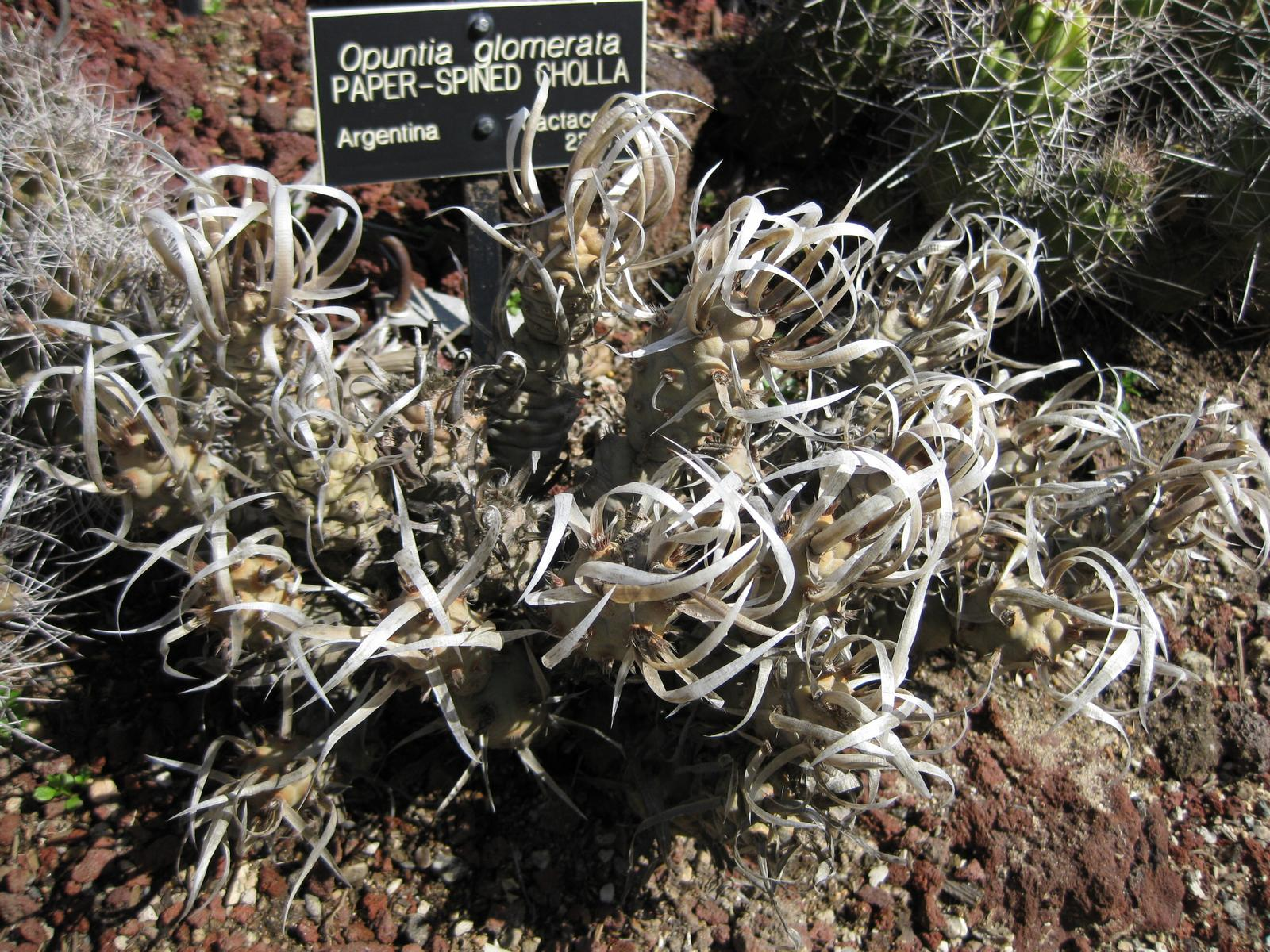